# Сіраока

36°1′8″ пн. ш. 139°40′37″ сх. д. / 36.01889° пн. ш. 139.67694° сх. д.
Сірао́ка (яп. 白岡町, しらおかまち, МФА: [ɕiɾaoka mat͡ɕi̥]) — містечко в Японії, в повіті Мінамі-Сайтама префектури Сайтама. Станом на 1 жовтня 2008 площа містечка становила 24,88 км². Станом на 1 січня 2009 населення містечка становило 49 300 осіб.